# Mormant-sur-Vernisson
 Mormant-sur-Vernisson  es una población y comuna francesa, situada en la región de Centro, departamento de Loiret, en el distrito de Montargis y cantón de Amilly.

## Demografía
| 128 | 144 | 124 | 143 | 116 | 117 |
| Para los censos de 1962 a 1999 la población legal corresponde a la población sin duplicidades (Fuente: INSEE [Consultar]) |     |     |     |     |     |